# Scheid (Ohligs)
Scheid ist ein aus einer Hofschaft hervorgegangener Wohnplatz im Stadtteil Ohligs der bergischen Großstadt Solingen. Er befand sich im Umfeld des im Jahre 1866 angelegten Marktplatzes und ging Ende des 19. Jahrhunderts in der expandierenden Stadt Ohligs auf. Ein zu dem Hof gehörendes Fachwerkhaus ist an der Straße Heiligenstock noch vorhanden, die Ortsbezeichnung ist allerdings nicht mehr gebräuchlich.

## Lage und Beschreibung
Scheid lag zwischen der ehemaligen Hofschaft Ohligs (die sich an der Ecke Bonner Straße / Düsseldorfer Straße befand) und dem westlich gelegenen Bahnhof in der Nähe des Ohligser Marktes. Teile des Ortes sind in der geschlossenen gründerzeitlichen Bebauung der Stadt Ohligs aufgegangen, andere Teile wurden durch die Textilfabrik OLBO überbaut, die ab den 2010er Jahren ihrerseits abgerissen und durch eine neue Wohnbebauung ersetzt wurde bzw. wird. 
Benachbarte Ortslagen sind bzw. waren (von Nord nach West): Keusenhof, Kottendorf, Heiligenstock, Kullen, Rennpatt, Suppenheide, Hüttenhaus, Bockstiege, Piepers, Ohligs und Broßhaus.

## Etymologie
Das Suffix -scheid ist ein häufiger Bestandteil von Ortsnamen. Auch im Solinger Raum kommt es mehrfach vor, etwa im Walder Scheidt, siehe dazu Oben- oder Untenscheidt. Das Wort Scheid bedeutet Grenze, häufig auch in Form einer Wasserscheide.

## Geschichte
In der Karte Topographia Ducatus Montani, Blatt Amt Solingen, von Erich Philipp Ploennies von 1715 ist der Ort noch nicht enthalten. In der Topographischen Aufnahme der Rheinlande von 1824 ist der Ort als Scheid verzeichnet. Er wurde in den Ortsregistern der Honschaft Merscheid geführt. In der Preußischen Uraufnahme von 1844 ist der Ort unbenannt verzeichnet, in der Topographischen Karte des Regierungsbezirks Düsseldorf von 1871 ist er gar nicht enthalten. In der Karte vom Kreise Solingen aus dem Jahr 1875 des Solinger Landmessers C. Larsch ist der Ort erneut als Scheid verzeichnet.
Nach Gründung der Mairien und späteren Bürgermeistereien Anfang des 19. Jahrhunderts gehörte Scheid  zur Bürgermeisterei Merscheid, die 1856 zur Stadt erhoben und im Jahre 1891 in Ohligs umbenannt wurde. Die Gemeinde- und Gutbezirksstatistik der Rheinprovinz führt den Ort 1871 mit sieben Wohnhäusern und 23 Einwohnern auf.
Scheid verlor seine solitäre Lage Ende des 19. Jahrhunderts, als es in der geschlossenen Bebauung der expandierenden Stadt Ohligs aufging. Im südlich zum Marktplatz hin gelegenen Bereich entstand ein Industriekomplex, den früher das Unternehmen Meckel nutzte. Später zog die Textilfabrik OLBO (kurz für Ohligser Leinen- und Baumwollweberei) ein, die bis 2006 dort produzierte.
Mit der Städtevereinigung zu Groß-Solingen im Jahre 1929 wurde Scheid ein Ortsteil Solingens. Die Verbindungsstraße zwischen der Düsseldorfer Straße und dem Heiligenstock hatte noch zu Zeiten der Stadt Ohligs den Namen Scheider Straße erhalten. Er wurde wegen der Dopplung nach der Städtevereinigung am 26. April 1935 in Heiligenstock geändert. Damit verschwand auch die Ortsbezeichnung Scheid aus dem Stadtplan. An der ehemaligen Scheider Straße, heute Heiligenstock 12 / 14, steht noch ein einzelnes Fachwerk-Doppelhaus leicht unter dem Straßenniveau inmitten der neueren Bebauung, dessen Gebäudehülle seit 1987/1990 unter Denkmalschutz steht.